# Tốt Động
Tốt Động là một xã thuộc huyện Chương Mỹ, Hà Nội, Việt Nam.
Đây từng là nơi diễn ra trận Tốt Động – Chúc Động tháng 11 năm 1426, nơi nghĩa quân Lam Sơn giành được chiến thắng có tính quyết định trước quân đội nhà Minh, dẫn đến thắng lợi toàn cục của cuộc khởi nghĩa Lam Sơn do Lê Lợi lãnh đạo.

## Địa lý
Vị trí xã Tốt Động nằm bên sông Bùi, một nhánh đầu nguồn của dòng sông Đáy, cách trung tâm Hà Đông 15 km theo quốc lộ 6, có diện tích 843ha, dân số xấp xỉ 13.000 người. Ranh giới về phía Đông giáp các xã: Quảng Bị (Đông Nam), Hợp Đồng và Đại Yên (Đông Bắc), về phía Bắc giáp các xã: Trường Yên, Trung Hòa (Tây Bắc), về phía Tây và Nam giáp các xã: Nam Phương Tiến, Hoàng Văn Thụ, Hữu Văn và một góc của xã Mỹ Lương (phía Nam).

## Nhân vật nổi bật
- Đặng Ma La, Thám hoa Khoa thi năm Đinh Mùi 1247.

## Di tích - Danh thắng
- Cụm di tích đình Tốt Động thờ Thành hoàng, Thám hoa Đặng Ma La và ba viên tướng của cuộc khởi nghĩa Lam Sơn là Đỗ Bí, Lê Ngân và Lý Triện.

Ngoài ra Tốt Động còn có nhiều ngôi chùa lớn nhỏ, trong số đó có Chùa Tốt Động ngay cạnh đình, Chùa Rót, Chùa Đừn là những nới có cảnh quan đẹp và là nơi người dân trong xã thường tới lễ phật cầu an.

## Kinh tế
Tốt Động xưa nay vốn là vùng đất thuần nông. Sau cách mạng tháng 8 người dân phát triển nghề làm gạch, ngói, đan lát mây tre, thủ công mỹ nghệ.